# Julia Dietsch
Julia Dietsch (* 15. Juli 1991 in Tegernsee) ist eine deutsche Fußballspielerin.

## Karriere
Dietsch begann in Holzkirchen im oberbayerischen Landkreis Miesbach beim ortsansässigen TuS Holzkirchen mit dem Fußballspielen und setzte es 2004 in Gmund am Tegernsee bei den SF Gmund-Dürnbach fort. Zur Saison 2006/07 verpflichtete sie der FC Bayern München, für deren zweite Mannschaft sie in Oberliga Bayern, ab der Saison 2007/08 – aufstiegsbedingt – in der Regionalliga Süd zum Einsatz kam. In der Folgesaison trug sie zur Meisterschaft und zum Aufstieg in die 2. Bundesliga bei, in der sie eine Spielzeit absolvierte. In der Saison 2009/10 kam sie auch in der ersten Mannschaft zum Einsatz. Sie debütierte am 14. April 2010 (14. Spieltag) bei der 0:2-Niederlage im Auswärtsspiel gegen 1. FFC Turbine Potsdam mit Einwechslung für Melanie Behringer in der 76. Minute in der Bundesliga. In ihrem zweiten Bundesligaspiel am 18. April 2010 (19. Spieltag) wurde sie erst in der 81. Minute für Vanessa Bürki eingewechselt, doch die Begegnung im Heimspiel gegen den SC Freiburg wurde mit 2:1 gewonnen.
Zur Saison 2010/11 wechselte sie zum Zweitligaabsteiger FFC Wacker München, für den sie in der Regionalliga Süd aktiv ist.

## Erfolge
- Meister der Regionalliga Süd 2009 und Aufstieg in die 2. Bundesliga
- Zweite der B-Jugendmeisterschaft 2007, 2008